# 塔特拉縣

49°18′N 19°57′E / 49.300°N 19.950°E
塔特拉縣（波蘭語：Powiat tatrzański），是波蘭的縣份，位於該國東南部，由小波蘭省負責管轄，首府設於扎科帕內，面積472平方公里，2006年人口65,393，人口密度每平方公里140人。